# Ashkuzar
Ashkuzar o Ashkezar (farsi اشکذر‍‍‍‍) è il capoluogo dello shahrestān di Saduq, circoscrizione Centrale, nella provincia di Yazd in Iran. Aveva, nel 2006, una popolazione di 13.800 abitanti. Si trova circa 20 km a nord di Yazd.